# Virginal

Et virginal/muselar/ottavino er et musikinstrument af cembalofamilien. 
 I modsætning til cembaloet og spinettet er strengene placeret parallelt med tastaturet. Dette giver et kompakt kisteformet eller polygonalt instrument.

## Historie
Virginaler var populære husinstrumenter i det 16. og 17. årh. især i Flandern og Italien, hvorfra en del instrumenter er bevaret. På samtidige flamske malerier fra borgerhjem ses ofte musikinstrumenter – også virginaler. De mest berømte byggere var Hans og Ioannes Ruckers fra Antwerpen.
I den flamske kunst fra 17. årh. optræder virginalet ofte. Instrumentet er – som gambe og lut – symbol på kærlighed og indgår derfor bl.a. i Johannes Vermeers stærkt symbolske billeder sammen med andre kærlighedssymboler som Amor og Temperantia (mådehold). Instrumenter der ligger ubenyttede hen (som gamben på billedet) viser, at der er plads til en elsker. På det sidste billede holder Amor i baggrunden et kort med tallet "1" med betydningen: "du må kun have én mand."

## Konstruktion
Virginalet er et mindre husinstrument, der fandtes i forskellige udformninger. Tastaturet rækker på italienske instrumenter typisk frem på kassens forside som også er polygonale, mens det på de flamske instrumenter er indlejret i kassen, som er kisteformet. Flamske virginaler byggedes med tastaturet til højre (kaldet "muselar") eller tastaturet til venstre (ofte kaldet "spinet" – dette skal ikke forveksles med instrumentet i artiklen spinet, som er vingeformet). Placeringen af tastaturet giver en klangforskel, idet spinet-versionen knipser strengene nær fastgøringspunktet som cembaloet og dermed har en lignende klang, mens muselar-versionen knipser strengene tæt på midten og giver en mere rund og fløjteagtig klang. Virginalet blev også bygget som oktavinstrument "ottavino", der kunne placeres oven på et stort virginal, så de blev et tomanuals instrument, der spillede 4' fra øverste manual og 8' + 4' fra nederste manual – kaldet "moeder" og "kind" (flamsk: "mor og barn") – se eksterne henvisninger

## Toneomfang
Ofte C-c3 med kort oktav (45 taster). Der findes også instrumenter med større omfang, ofte engelske.

## Repertoire
Blandt komponister som har skrevet for det flamske virginal er Peter Philips og Jan Sweelinck, samt engelske komponister som William Byrd og John Bull.

## Spilleteknik
Der anvendes samme teknik som for de øvrige instrumenter i cembalofamilien.

## Stemning
Der anvendes samme systemer til stemning som for de øvrige instrumenter i cembalofamilien.

## Eksterne links
- Almande de la Nonette (Anonym) spillet på virginal (muselar) af Skip Sempé.
- J.P.Sweelinck, Toccata XVI, spillet på virginal (muselar) af Ernst Stolz.
- Brabantsche Rondedans, spillet af Ernst Stolz.
- Dobbeltvirginal (moeder og kind), spillet af James Nicholson